# Кальдарола
Кальдарола (італ. Caldarola) — муніципалітет в Італії, у регіоні Марке,  провінція Мачерата.
Кальдарола розташована на відстані близько 155 км на північний схід від Рима, 60 км на південний захід від Анкони, 26 км на південний захід від Мачерати.
Населення — 1838 осіб (2014).

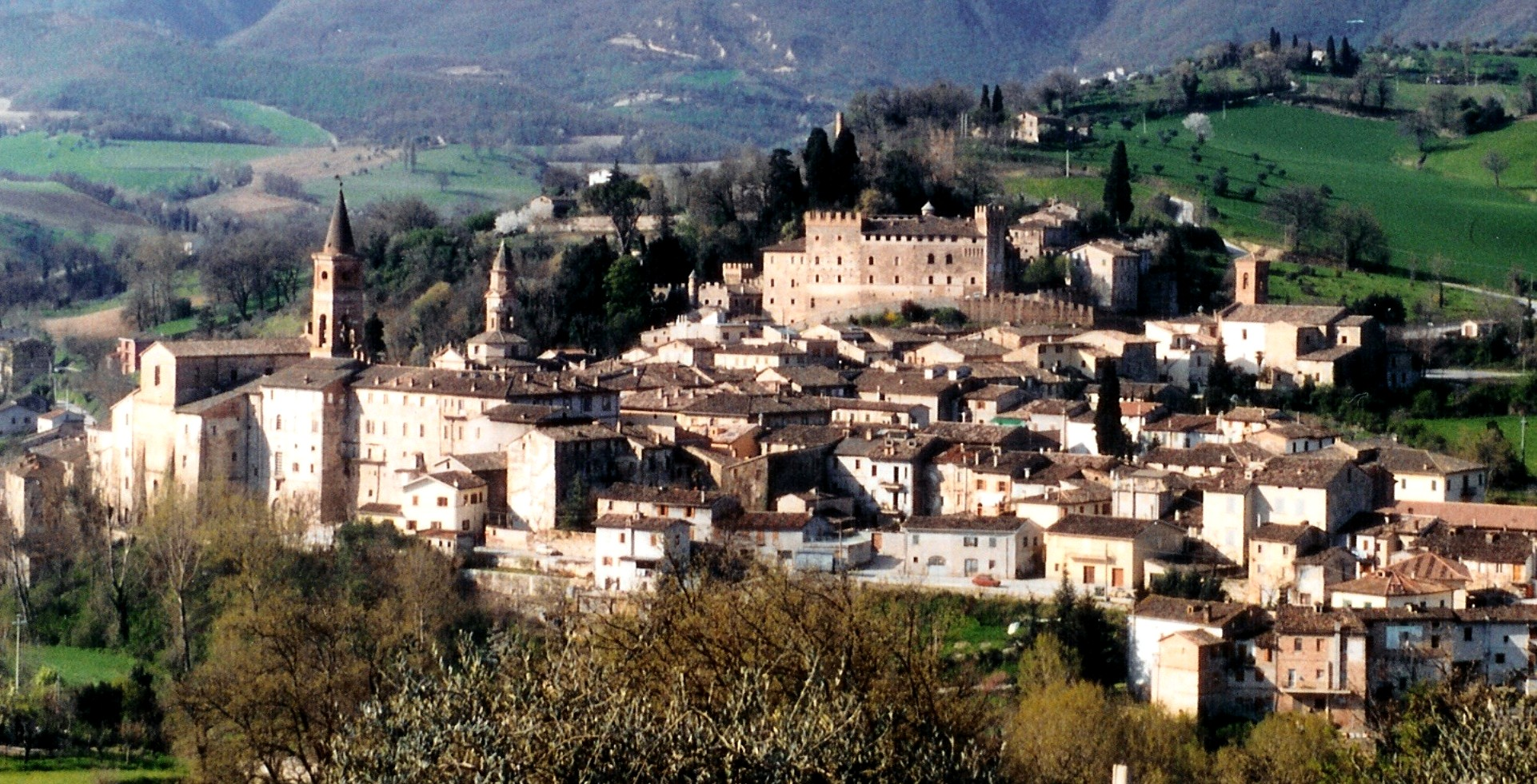

Щорічний фестиваль відбувається 11 листопада. Покровитель — святий Мартин.

## Демографія
Населення за роками:

Станом на 1 січня 2023 року в муніципалітеті офіційно проживало 110 іноземців з 20 країн, серед них 29 громадян країн Євросоюзу та 4 громадяни України.

## Сусідні муніципалітети
- Бельфорте-дель-К'єнті
- Камерино
- Кампоротондо-ді-Фьястроне
- Чессапаломбо
- П'євебовільяна
- Серрапетрона